# هینز (آلاسکا)
هینز (به انگلیسی: Haines) شهری در بخش هینز ایالت آلاسکا است که جمعیت آن در سرشماری سال ۲۰۰۰ میلادی ۱۸۱۱ نفر بوده‌است.